# Zena (Nova York)
Zena és una concentració de població designada pel cens dels Estats Units a l'estat de Nova York. Segons el cens del 2000 tenia 1.119 habitants.

## Demografia
Segons el cens del 2000, Zena tenia 1.119 habitants, 447 habitatges, i 320 famílies. La densitat de població era de 146,5 habitants per km².
Dels 447 habitatges en un 28,4% hi vivien nens de menys de 18 anys, en un 60% hi vivien parelles casades, en un 8,7% dones solteres, i en un 28,2% no eren unitats familiars. En el 21,5% dels habitatges hi vivien persones soles el 7,6% de les quals corresponia a persones de 65 anys o més que vivien soles. El nombre mitjà de persones vivint en cada habitatge era de 2,49 i el nombre mitjà de persones que vivien en cada família era de 2,93.
Per edats la població es repartia de la següent manera: un 22,9% tenia menys de 18 anys, un 3,6% entre 18 i 24, un 22,8% entre 25 i 44, un 32,9% de 45 a 60 i un 17,9% 65 anys o més.
L'edat mediana era de 45 anys. Per cada 100 dones de 18 o més anys hi havia 90,1 homes.
La renda mediana per habitatge era de 62.566 $ i la renda mediana per família de 80.945 $. Els homes tenien una renda mediana de 48.523 $ mentre que les dones 39.500 $. La renda per capita de la població era de 32.084 $. Entorn del 3,3% de les famílies i el 5,9% de la població estaven per davall del llindar de pobresa.